# Flughafen Suriname/Zanderij

i7
i11
i13
Der Johan Adolf Pengel International Airport (IATA-Code: PBM, ICAO-Code: SMJP) ist ein Flughafen in Suriname. Er befindet sich in dem Ort Zanderij, circa 45 km südlich der Hauptstadt Paramaribo.

## Geschichte
Der Flughafen Zanderij wurde ab 1939 ausgebaut. Einzelne Flugzeuge landeten bereits ab 1934 auf der provisorischen Piste. Der gravierende Ausbau erfolgte dann während des Zweiten Weltkrieges, ab dem Jahre 1942 durch die Vereinigten Staaten. Das amerikanische Militär nutzte das Gelände in der ehemaligen niederländischen Kolonie vor allem als Zwischenlandeflughafen auf der Transitroute nach Nordafrika. Auch waren damals zeitweise Flugzeuge zur U-Boot-Abwehr stationiert. 

### Daten
Der Airport verfügt über eine Landebahn von 3,5 km. Im Jahre 2006 wurden 158.837 ankommende und 151.166 abfliegende Personen registriert. Diese Passagiere stammen überwiegend von transatlantischen Flügen von und nach Amsterdam (Flughafen Schiphol) der Fluggesellschaften KLM und Surinaamse Luchtvaart Maatschappij (SLM) (auch Surinam Airways). Die SLM sowie die Caribbean Airlines aus Trinidad führen innerkaribische Flüge nach Trinidad, Curaçao, Aruba durch. Außerdem gibt es regionale Flüge u. a. nach Belem in Brasilien, Georgetown in Guyana sowie Inlandsflüge mit kleineren Flugzeugen.
Von den 158.837 Passagieren, die 2006 in Zanderij abgefertigt wurden, besaßen 227 Personen (0,14 %) die deutsche Nationalität.
Von 2006 bis 2008 bot auch die Martinair Flüge auf der Route Amsterdam-Paramaribo-Amsterdam an.

## Zwischenfälle
- Am 19. Juni 1960 wurde eine Douglas C-124C Globemaster II der United States Air Force (USAF) (Luftfahrzeugkennzeichen 52-0993) im Endanflug auf den Flughafen Suriname/Zanderij in Bäume geflogen. Durch diesen CFIT (Controlled flight into terrain) wurden von den 7 Besatzungsmitgliedern 3 getötet.[5]

- Am 5. Februar 1969 streifte eine Lockheed L-1649A Starliner der US-amerikanischen Six-T Ranch Corp. (N7324C) beim Start zu einem nächtlichen Schmuggelflug vom Flughafen Paramaribo/Zanderij Bäume. Eine Tragflächenvorderkante wurde beschädigt und das Triebwerk Nr. 2 (links innen) fing Feuer. Die Besatzung schaffte es, zum Flughafen zurückzukehren und verließ dort die mit Zigaretten und Verbrauchsgütern beladene Maschine. Alle Insassen überlebten den Unfall.[6]

- Am 3. Mai 1972 flog eine Douglas C-124C Globemaster II der US Air Force (Luftfahrzeugkennzeichen 52-1055) 68 km südöstlich des Flughafens Suriname/Zanderij in einen Hügel. Das Flugzeug war auf dem Weg von Rio de Janeiro nach Memphis (Tennessee) mit Zwischenlandung in Zanderij. Alle 11 Personen an Bord wurden getötet.[7]

- Am 5. Mai 1978 wurde eine Douglas DC-6A der Surinam Airways (N3493F) im Anflug auf den Flughafen Suriname/Zanderij bei 200 Metern Sicht 1800 Meter vor der Landebahn in Bäume geflogen. Das Flugzeug wurde irreparabel beschädigt. Diesen CFIT (Controlled flight into terrain) überlebten alle drei Besatzungsmitglieder, die einzigen Insassen auf dem Frachtflug.[8]

- Am 7. Juni 1989 wurde drei Kilometer vor dem Flughafen eine Douglas DC-8-62 der Surinam Airways (N1809E) in den Boden geflogen. Bei Nebel flog man zu tief an, unterschritt die vorgeschriebene Entscheidungshöhe um mehr als 110 Meter (360 ft) und kollidierte mit Bäumen. Bei diesem Controlled flight into terrain (CFIT) starben 167 der 178 Passagiere sowie alle neun Besatzungsmitglieder. Der aus den USA ausgeliehene Kapitän hatte die damals gültige Altersgrenze von 60 Jahren bereits um sechs Jahre überschritten und hatte keinen gültigen Überprüfungsflug auf der DC-8 absolviert (siehe auch Surinam-Airways-Flug 764).[9]

## Modernisierung
Für die Erweiterung und Modernisierung des Flughafens wurden bereits 2012 von der Regierung 70 Millionen USD veranschlagt und bewilligt. Hiervon wurden 28,5 Millionen USD in die Neuasphaltierung der Landebahn, die Renovierung des Terminals und des Kontrollturms, den Austausch des Pistenfeuers, in den Bau einer Notstromanlage und in die Erweiterung und Neugestaltung der Parkplätze vor dem Flughafen investiert. Es ist geplant, Ankunft- und Abfluglounge mit Flugsteigen zu verbinden.

## Namensgeber
Der Flughafen Zanderij wurde 1989 zu Ehren des ehemaligen Politikers und Premiers Johan Adolf Pengel (1916–1970) in Johan Adolf Pengel International Airport umbenannt, wird aber meist „Zanderij“ genannt.